# Montenegro Duarte
Camilo Silva Montenegro Duarte, ou simplesmente Montenegro Duarte, (Belém, 13 de maio de 1932) é um advogado, professor, bancário e político brasileiro, outrora deputado federal pelo Pará.

## Dados biográficos
Filho de  Vicente Severino Duarte e Anita Silva Montenegro Duarte. Advogado formado pela Universidade Federal do Pará em 1955, expandiu sua área de atuação para a economia ao fazer um curso de Planejamento Econômico Regional na Fundação Getúlio Vargas e um curso de especialização para professores universitários em Economia, junto ao Conselho Nacional de Economia. Professor titular da Universidade Federal do Pará, compôs tanto a seccional paraense quanto o conselho federal da Ordem dos Advogados do Brasil. Membro da comissão de planejamento da Superintendência do Plano de Valorização Econômica da Amazônia (SPVEA) E prestou serviços ao Conselho Monetário Nacional. Em Belém exerceu ainda os cargos de diretor-geral da Fazenda e secretário municipal das Finanças antes de assumir uma diretoria e depois a presidência do Banco da Amazônia, instituição onde era funcionário.
Eleito deputado federal via ARENA em 1966, teve o mandato cassado pelo Ato Institucional Número Cinco, em 7 de fevereiro de 1969. De volta às suas atividades profissionais, foi consultor da Federação da Agricultura do Estado do Pará, do Sindicato da Indústria da Construção Civil do Estado do Pará e da Associação Comercial do Pará, além de diretor jurídico da Atlântica Boavista. Embora tenha recuperado os direitos políticos antes da Lei da Anistia sancionada pelo presidente João Figueiredo em 1979, não disputou mais eleições.